# Labyrint (Egypte)

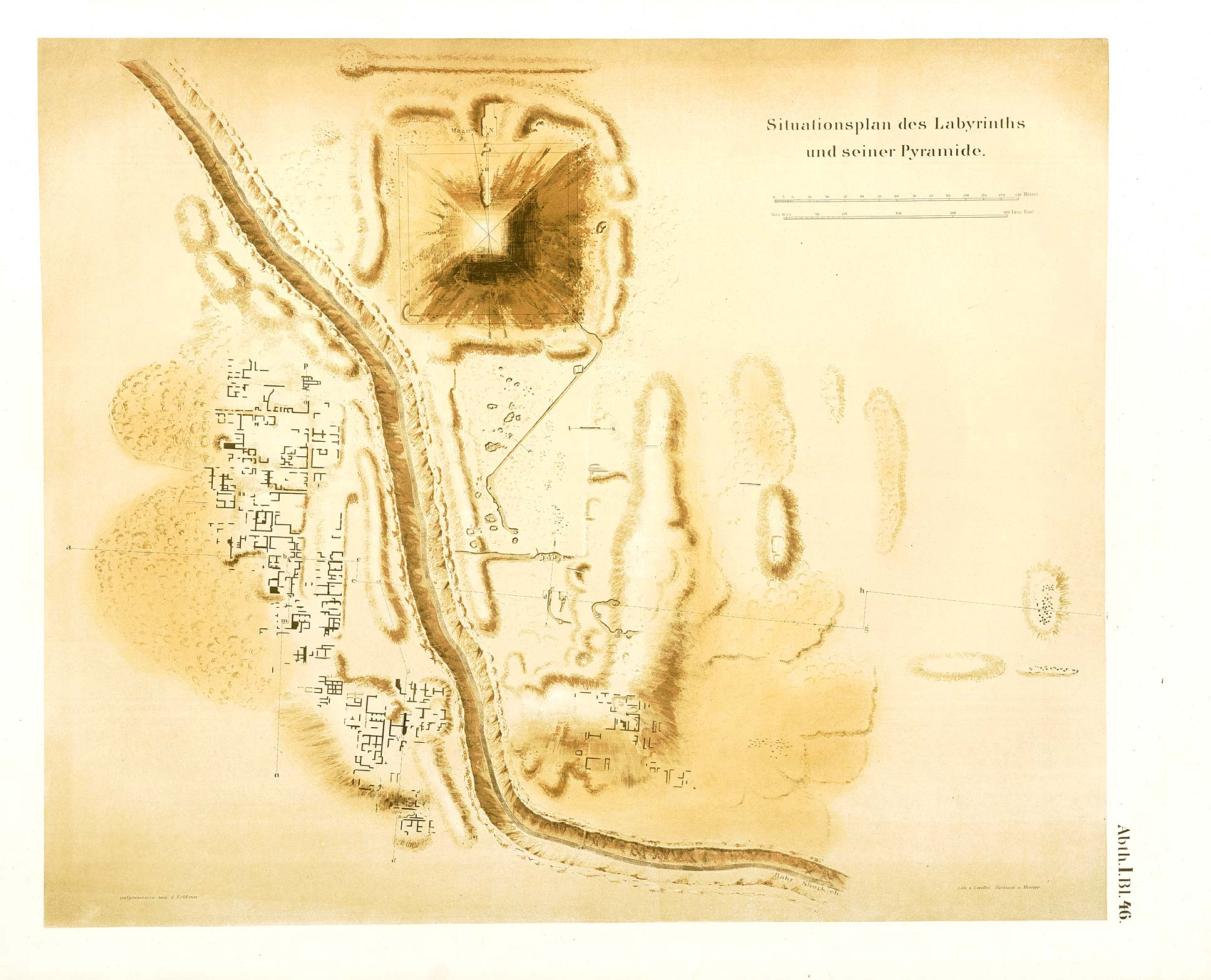
kaart met de piramide van Amenemhat III en het Labyrint

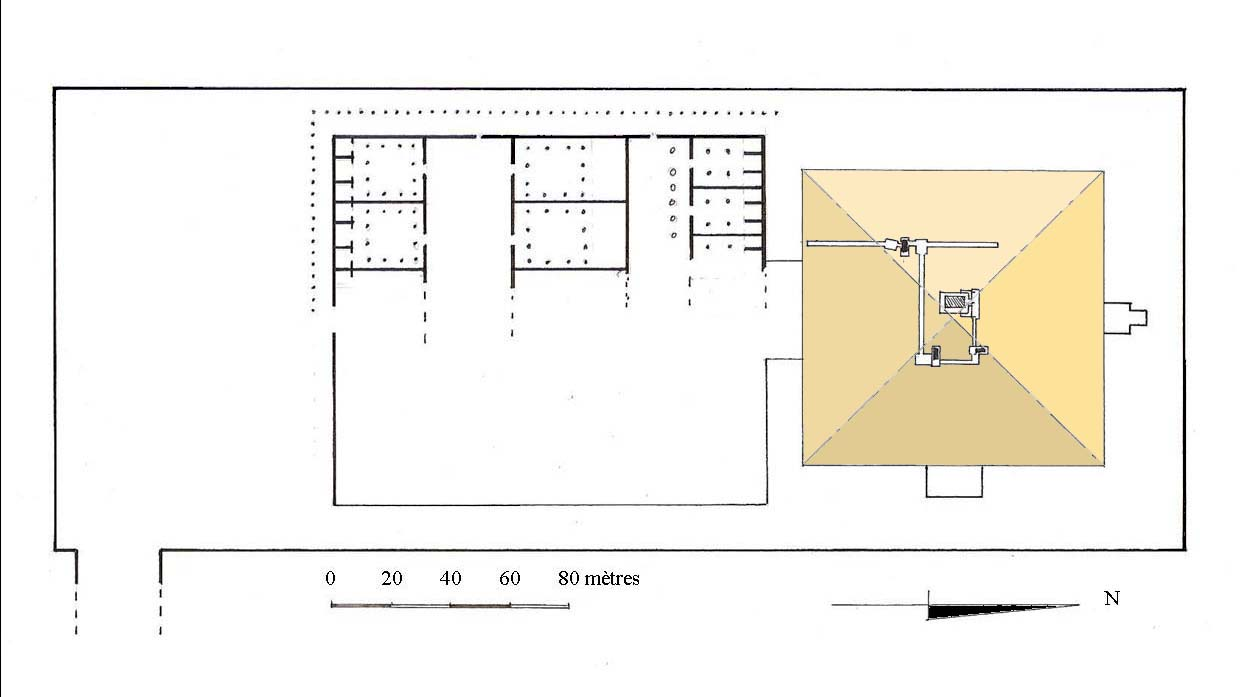
Plan van het complex volgens Petrie, met ten zuiden van de piramide van Amenemhat III de 'dodentempel' of het Labyrint

Het Labyrint, dat in Herodotus' Historiën (2, 148) genoemd wordt, zou rond 670 v.Chr. door 12 koningen, die tegelijk in 12 districten van Egypte regeerden, zijn gebouwd. Zij liggen, volgens Herodotus (ca. 485 - ca. 425 v.Chr.), die de talrijke bovengrondse kamers zelf bezocht, in de ondergrondse kamers begraven. Het monument noemt hij het mooiste dat hij heeft aanschouwd.  
Het wordt meest geïdentificeerd met de dodentempel nabij de piramide van Amenemhat III in Hawara, ten zuidoosten van Arsinoë, dat in hiëroglifische spelling l-p-r-n-t wordt genoemd, wat tegenwoordig wordt geïnterpreteerd als lo-pe-ro-hoent ("paleis aan het meer"). 

## Mythische bouwers volgens Herodotus
De 12 koningen kwamen volgens Herodotus aan de macht na de regering van Sethos, de priester van Hephaestus, de opvolger van Anysis, de opvolger van de Koesjiet Sabacos. Een van de 12 koningen zou volgens een orakel monarch van geheel Egypte worden, als die een plengoffer uit een bronzen beker zou brengen in de tempel van Hephaestus (Memphis) en daarom werkten ze tot de voorspelling zich zou voltrekken harmonieus samen en besloten een gezamenlijk monument op te richten: het labyrint bij het Meer Moeris in de buurt van de 'Stad van Krokodillen' (Crocodilopolis, later Arsinoë, El-Fajoem). Het Labyrint werd door Herodotus zelf bezocht. Het monument overtrof de mooiste gebouwen die hij kende: de tempel van Efese, de tempel van Samos, zelfs de Egyptische piramiden. Een keer bracht de hogepriester van de tempel van Hephaestus op de laatste dag van een festival per ongeluk slechts elf gouden bekers en Psammetichus (Psammetichus I, 26e dynastie, 664-610 v.Chr.),, die als laatste zijn beker moest uitschenken, gebruikte daarvoor zijn bronzen helm. Zo ging de voorspelling in vervulling en werd Psammetichus monarch over heel Egypte (2, 151).

## Beschrijving
Het Labyrint had twaalf bedekte hoven met poortgebouwen tegenover elkaar, zes op het zuiden en zes op het noorden. De twaalf hoven waren door een muur omgeven. De helft van de 3000 kamers lagen boven de grond, de andere helft ondergronds, de bovenste waren boven de onderste gebouwd. Herodotus bezocht alleen de bovengrondse kamers en mocht de ondergrondse niet bekijken, omdat daar de grafkamers van de twaalf koningen en de heilige krokodillen lagen. De bovenste kamers overtroffen alles wat Herodotus ooit gezien had. Hij bewonderde de gangen door de huizen en de slingerende doorgangen over de binnenplaatsen, toen hij via de hoven de kamers betrad en van de kamers de colonnades en van de colonades nieuwe huizen en nieuwe binnenplaatsen. Het dak en de muren waren van steen, de muren geheel met uitgehouwen figuren gedecoreerd. Elk hof was omgeven door een colonnade, gebouwd van wit gesteente. In de hoek van het Labyrint stond een piramide, 40 vadem (73 m) hoog, met grote figuren erin gegraveerd. De piramide werd betreden via een ondergrondse doorgang.